# Tripedalia cystophora
Tripedalia cystophora es una pequeña especie de cubomedusa de la familia Carybdeidae. Es nativa del mar Caribe y del Indo-Pacífico central.

## Morfología
Su cuerpo, de 1 cm de diámetro aproximadamente y de forma similar a la de una campana ligeramente cúbica, posee cuatro ropalios (centros sensoriales) en cada una de sus caras laterales. Cada ropalio está compuesto por dos pares de ocelos y dos ojos desarrollados (uno grande y otro pequeño), con lo que la medusa posee 24 ojos en total. Los estudios realizados sobre estos ojos muestran la presencia de un solo tipo de opsina (pigmento óptico), lo cual implica que su visión es monocromática.